# Movimento del 23 marzo (Congo)
Il Movimento del 23 marzo, conosciuto come M23, è un'organizzazione paramilitare della Repubblica Democratica del Congo. È considerata storicamente un gruppo filo-ruandese per la presenza dei tutsi.
Il M23 è composto da ex ribelli del Congresso nazionale per la difesa del popolo (CNDP) integrati nell'esercito congolese in seguito all'accordo di pace firmato il 23 marzo 2009 tra il CNDP e Kinshasa, che si è ammutinato nell'aprile 2012, considerando che il governo congolese non rispettava i termini dell'accordo. Il 6 maggio 2012 la ribellione ha adottato la denominazione di Movimento 23 marzo, in riferimento all'accordo di pace.

## Storia
Nel 2012, i ribelli dell'M23 hanno conquistato gran parte del Nord Kivu e il 20 novembre 2012 hanno preso il controllo di Goma, la capitale della regione. Quest'atto di guerra innesca una forte mobilitazione della comunità internazionale volta a evitare una nuova conflagrazione nella regione. Nel corso della mediazione che ha riunito i Paesi dell'Africa dei Grandi Laghi, è stato raggiunto un accordo che prevede il ritiro dell'M23 da Goma, in cambio dell'apertura di negoziati con le autorità congolesi. Il 1º dicembre 2012 i ribelli hanno lasciato Goma e il 9 dicembre 2012 sono stati avviati i colloqui con il governo della Repubblica Democratica del Congo a Kampala, in Uganda, ma i negoziati non sono andati avanti dato che i belligeranti non sono riusciti a trovare un accordo.
Nel novembre 2021 l'M23, che fino ad allora era rimasto discreto, è tornato attivo nella Repubblica Democratica del Congo e, dal 2022, ha intensificato la sua offensiva nella regione del Kivu, prendendo il controllo di aree strategiche.
Nel gennaio 2025 è stato protagonista dell'assalto di Goma dall'offensiva del 2022 del conflitto del Kivu tra la Repubblica Democratica congolese e Ruanda.
I ribelli dell'M23 hanno ucciso almeno 319 civili, tra cui 48 donne e 19 bambini, nel Template:Date- nella Repubblica Democratica del Congo (RDC) orientale, secondo l'Alto Commissariato delle Nazioni Unite per i Diritti Umani.